# Benjamin N. Cardozo
Benjamin Nathan Cardozo, född 24 maj 1870 i New York City, New York, död 9 juli 1938 i Port Chester, New York, var en amerikansk jurist och domare vid USA:s högsta domstol. 
År 1932 nominerade president Herbert Hoover Cardozo till högsta domstolen som ersättare för Oliver Wendell Holmes, Jr.. Cardozo var den andre juden, efter Louis Brandeis, som blev domare vid USA:s högsta domstol.
Under sitt första år som domare skrev han i domskälen om nödvändigheten att anpassa rätten till det moderna samhällets behov.
Tillsammans med Brandeis och Harlan Fiske Stone var han medlem i den liberala fraktionen av domstolen. Dessa tre kallades för de tre musketörerna.
Han satt kvar som domare till sin död och efterträddes på sin post av Felix Frankfurter.